# 方中达
方中达（1916年5月22日—1999年），男，祖籍江苏武进，生于上海，中国植物病理学家、农业教育家，曾任南京农业大学教授、博士生导师。